# Meyer Lansky – Amerikanisches Roulette
Meyer Lansky – Amerikanisches Roulette ist ein US-amerikanischer Film aus dem Jahr 1999 über den US-amerikanischen Mobster Meyer Lansky. Der Film stellt eine filmische Bearbeitung der Biografie über Lansky von Dennis Eisenberg, Uri Dan und Eli Landau aus dem Jahr 1979 dar, die u. a. Joseph Stacher zu diesem Zweck in Israel befragt hatten.

## Handlung

### Israel
Meyer Lansky, ein jüdischer Mobster, versucht ein Bleiberecht in Israel, in dem er sich seit einem Jahr aufhält, zu erhalten, um der Verfolgung durch US-amerikanische Behörden zu entgehen. Seine Chancen stehen jedoch schlecht, da die israelische Regierung sich in Abhängigkeit von der US-amerikanischen Regierung befindet. Letztendlich wird Lansky aus Israel abgeschoben. Seine letzten Tage in Israel bilden bis weit in den Film die Rahmenhandlung, welche durch biografische Rückblenden unterbrochen wird.

### Rückblenden
So beginnt der Film mit dem kleinen Meyer Lansky, der ein Pogrom an jüdischen Bürgern erlebt; welches zur Emigration der Familie nach New York City führt. Bereits bei seinem ersten Auftrag – er soll Brot für die Familie kaufen – verzockt Lansky das Geld bei illegalem Würfelspiel (Craps) auf der Straße an eine irische Jugendbande.
Später erkennt der junge Meyer mit Hilfe seines Freundes Benny (Bugsy Siegel), dass die irische Bande betrügt. Mit Hilfe dieser Information kann nun wiederum Meyer die Schwindler austricksen, die jedoch die Auszahlung des Gewinns verweigern. Lansky wird durch ein Messer am Arm verletzt, Benny haut ihn jedoch raus und begründet damit die Arbeitsteilung zwischen den beiden: Lansky ist das Hirn, Siegel der Muskel.
Aber auch der kleine Meyer kann austeilen; als sie beim Baden auf die irische Bande treffen, schlitzt er den Bandenführer der Iren – der ihn kurz zuvor als Juden beleidigt hat – im Nacken auf.
Die Crap-Tätigkeit der beiden Freunde fällt auch den Italienern im Viertel auf und der junge Lucky Luciano fordert Schutzgeld von einem US-Dollar, wenn Lansky und Siegel ihre Würfelaktivitäten im Viertel weiterführen wollen. Lansky beeindruckt Luciano, da er trotz der Unterlegenheit formuliert: „Für nichts gibts nichts, bring mir Spieler, dann gibts Geld.“
Dieser smarte Auftritt begründet eine lebenslange Freundschaft; Zusammen steigen die jungen Mobster während der Prohibition in den Vereinigten Staaten in den Alkoholschmuggel ein. Meyer agiert weiterhin geschickt: in Kenntnis, dass einer ihrer Transporte überfallen werden wird, überlassen sie in einer Pattsituation den Angreifern einen leeren Lastkraftwagen und spielen auf diese Weise Arnold Rothstein aus.
Dieser ist so beeindruckt, dass er mit den jungen Gangstern zusammenarbeitet. Lucky Luciano wird jedoch durch seine Einbindung in die italienischen Strukturen (Krieg von Castellammare) behindert; Meyer empfiehlt deshalb die Liquidierung von Joe Masseria und Salvatore Maranzano und Luciano wird einflussreichster Boss in der La Cosa Nostra.

### Ende
Lansky wird schließlich – wie von ihm selbst erwartet – aus Israel ausgewiesen. Er versucht in einigen Ländern Lateinamerikas aufgenommen zu werden, die US-Amerikaner erzwingen aber immer wieder seine Ausweisung und Lansky muss auf Druck in die USA zurückkehren. Dort gelingt es jedoch nicht, ihn juristisch zu belangen.
Das Ende des Films bildet ein Interview mit einem jungen französischen Journalisten. Als dieser ihn fragt, ob er etwas an seinem Leben ändern würde, wenn er es nochmal leben könnte, antwortet Lansky, dass er nichts ändern würde.

## Auszeichnungen
Kameramann John A. Alonzo war 2001 für den Emmy in der Kategorie „Outstanding Cinematography for a Miniseries or a Movie“ nominiert.